# Empoasca hankaensis
Empoasca hankaensis är en insektsart som beskrevs av Vilbaste 1966. Empoasca hankaensis ingår i släktet Empoasca och familjen dvärgstritar. Inga underarter finns listade i Catalogue of Life.